# マッパ・ムンディ

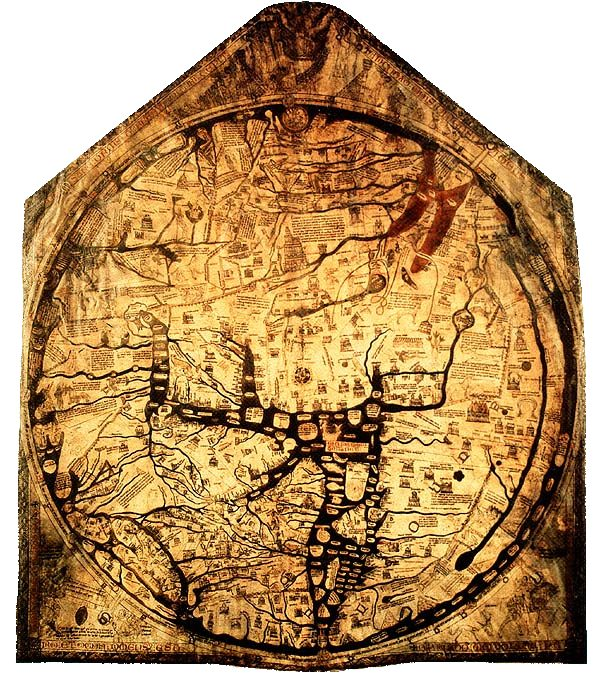
ヘレフォード図1300年前後、ヘレフォード大聖堂(en)蔵、イギリス

マッパ・ムンディ（ラテン語: Mappa mundi; [ˈmapːa ˈmʊndiː]、または複数形からマッパエムンディ：mappae mundi）は、中世ヨーロッパで製作された世界地図を表す総称。これに当てはまる地図には、簡単な概略のみを指した大きさ1インチ程度のものから、確認された最も巨大なものでは11フィート（3.5メートル）にわたる精巧な壁掛け図までをも含む。マッパ・ムンディの語源は、中世ラテン語の mappa（「布地」または「チャート」の意）と mundi（「世界の」の意）の合成語であり、英語 map の語源でもある。
中世に作成されたマッパ・ムンディのうち約1,100枚が現存している。このうち約900は写本の挿図であり、約200が単体の地図として描かれたものである。

## 種類

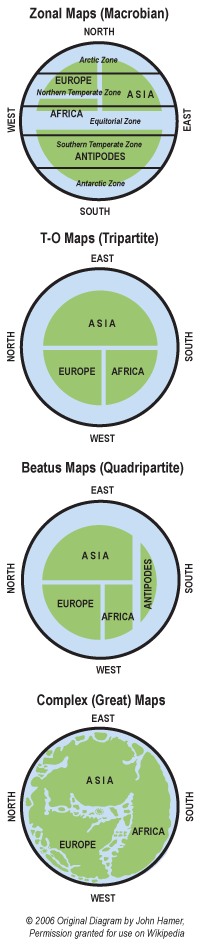
マッパ・ムンディの概略図。上から(1) ゾーンマップ、(2) 三地域構成マップ（TO図）、(3)四分マップ、(4) グレートマップ

現存するマッパ・ムンディはいくつかの種類に分類できる。時系列的に並べた主な分類は(1) ゾーンマップ(Zonal maps)またはマクロビウスの地図(Macrobian maps)、(2) 三地域構成マップ(Tripartite maps)またはTO図、(3) ベアトゥスの地図(en)を含む四分マップ(Quadripartite maps)、(4) グレートマップまたは複合型マップ(complex maps)の四つに分けられる。中世の世界地図の中には、これらのマッパ・ムンディに他からもたらされた要素を取り入れて製作されたものもある。例として、ポートラン海図やクラウディオス・プトレマイオスの著書『ゲオグラフィア（地理学）』の概念を含めたものは、伝統的マッパ・ムンディとして5番目に分類される場合もある。

### ゾーンマップ

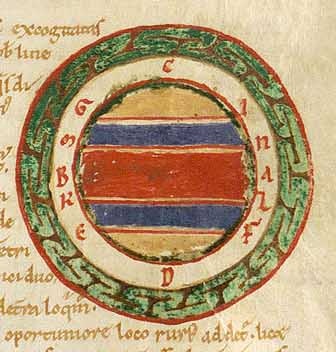
マクロビウスのゾーンマップ

ゾーンマップは、上側が北の方角を指した東半球を表示し、緯度の差による5つの帯域（ゾーン）を設けている。これらは北側から、(i) 北部寒冷帯(northern frigid zone, Arctic zone)、(ii) 北部温帯(northern temperate zone)、(iii) 赤道熱帯(equatorial tropical zone)、(iv) 南部温帯(southern temperate zone)、(v) 南部寒冷帯(southern frigid zone, Antarctica zone)と定められている。このうち南北の温帯(temperate zone)のみが居住可能な区域と捉え、また当時のヨーロッパ人が知り得ていた地域は北部温帯内部に限られるとしていた。最も単純かつ一般的なゾーンマップは、この並列した5つの帯域のみを描写したものであるが、陸地なども記入されたより大きく詳細な種類も発見されている。
この種類の地図は、マルクス・トゥッリウス・キケロの著作『スキピオの夢』の書に使われている、マクロビウスが描いたイラストとして多用されており、ここからゾーンマップはマクロビウスの地図とも呼ばれる。

### TO図

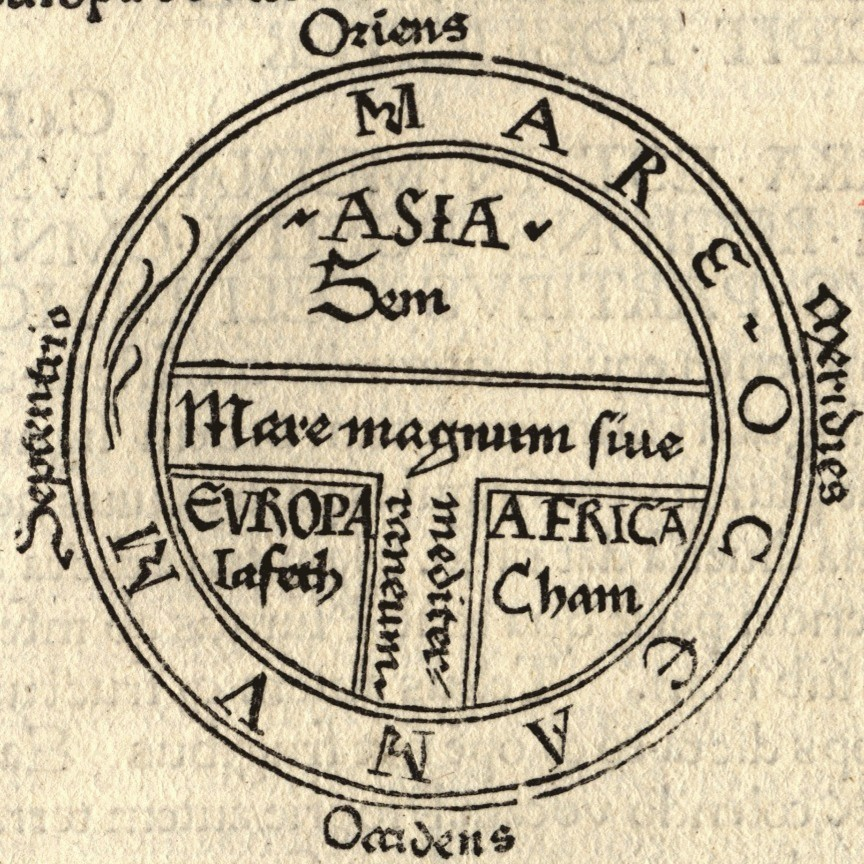
『語言論にあるTO図

ゾーンマップとは異なり、TO図（または三地域構成マップ‐Tripartite maps）は中世ヨーロッパ人が認識していた居住可能な区域のみを概説した地図である。TO図は、O字型の海洋に囲まれた円形の陸地がT字型の海峡で分断された構成をしており、3つの陸地はそれぞれアジア・アフリカ・ヨーロッパを示している。中心にエルサレムがあり、方角はほとんどの場合上側が東を指す。これは、教会の祭壇方向を表す「定位」(Orienting)や「探索」(Orientation、Orienteering)といった単語の由来となったラテン語の「東」を意味する「oriens」が、エデンの園がある上位の方向と考えられていたことに由来すると考えられている。または、聖書の出来事がアジアを舞台に起こったことから、この地を上方に据えたという意見もある。
異論もある が、TO図が直ちに世界が平面だという思想を表しているという評は必ずしも的を射たものではない。図中で表現された大地の形状がたまたま地球の円形と合致するため、そのような印象を与えてしまうに過ぎない。むしろ、TO図型の大地とマクロビウスの地図とを組み合わせた、比較的大きめのマクロビウスの球も見受けられ、これらを根拠に中世の学者は地球が球形だと考えていたと認識されるのが一般的である。

### 四分マップ

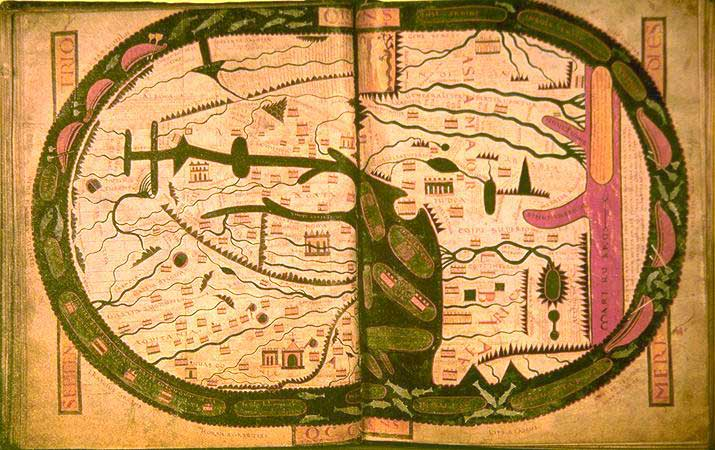
ベアトゥスの地図

四分マップは、基本的には東を上方とし、TO図で描写される既知の3大陸に、ゾーンマップに見られるしばしば対蹠地(Antipodes)とも認識される当時のヨーロッパ人にとって未知の陸地を加えた構成を持ったものである。この代表例としては、福音記者ヨハネの『黙示録』にコメンタリー（注釈）を加えたリエバナの僧侶ベアトゥス(en)の『ベアトゥス黙示録注解』（写本‐岩波書店、ISBN 978-4000082228）の中に含まれる、14枚の大版地図がある。このベアトゥスの地図は、イエス・キリストと12人の使徒が、彼らに与えられた神の使命を遂行するための、現代では失われてしまった真理(single original)から派生したものだという説も唱えられている。

### グレートマップ

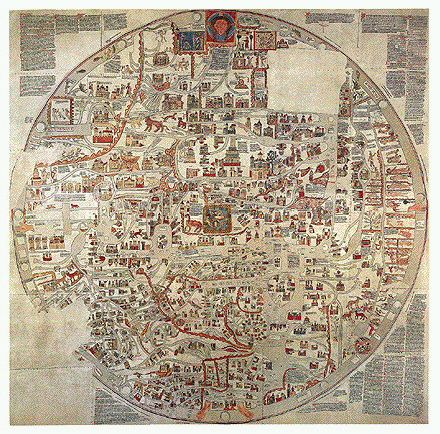
エプストルフの世界図

グレートマップ（または複合型マップ）は、マッパ・ムンディを代表する有名な分類に当たる。この種類のほとんどはTO図の形式を用いているが、より大きく複雑な描写がなされている。複雑な海岸線や河川・山地などの自然地形から、都市や町または国なども記述しており、種類によっては歴史的出来事や聖書の記述内容または神話の反映なども見受けられる。また、当時のローマやギリシアの学者たちの知見が及んでいた動物や植物、人種なども記入されている。
確認された最大のマッパ・ムンディはこのグレートマップに属するエプストルフの世界図(en)であり、その大きさは幅3.5mを誇ったが、第二次世界大戦の際に焼失した。現存する最大のものはヘレフォード図（冒頭参照）で、大きさは幅1.5mである。この他に、グレートマップに分類される重要なものとしては、アングロサクソンマップ(Cotton or Anglo-Saxon map) や、ロンドン詩篇の世界図、Henry of Mainz地図などがある。多少後年のマッパ・ムンディの例としては、14世紀の修道僧ラノルフ・ヒグデン(en)の著作『ポリクロニコン』(Polychronicon) に見られる少々簡略化されたものがある。

### 代表的なマッパ・ムンディ
- アルビまたはメロヴィング朝の地図 （730年頃）、29×23 cm.
- セビリャのイシドールスのいわゆるバチカン地図（776年頃） (B.A. V. Lat. 6018, fol. 64 v.- 65 r.)
- アングロサクソンマップ （1025年‐1050年頃）、 (British Library, Cotton Tiberius B.v, fol. 56v), 21×17 cm.
- テオドゥルフ・オルレアンの地図（11世紀）(B.A.V., Reg. Lat. 123, fol. 143 v.-144 r.)
- The Henry of Mainz or Sawley map （1110年頃）、29.5×20.5 cm.
- The Vercelli Map （1219年頃）、84×72 cm.
- エプストルフの世界図 （1300年頃）、3.56×3.58m.
- ロンドン詩篇の世界図 （13世紀）、14.2×9.5 cm.
- ヘレフォード図 （1300年頃）、1.5m.
- The Borgia map（15世紀初頭）
- フラ・マウロの世界図 1459/60年、初めて明確に日本が描かれた世界地図のひとつ。九州とおぼしき島が見られる。

## マッパ・ムンディとは

### キリスト教的世界観の反映
現代的視点からすると、マッパ・ムンディは見かけ幼稚で不正確なものに映る。しかし、マッパ・ムンディは例えば海図とは異なり、精確な海岸線や山地などの描写が求められるものではなかった。むしろその意義は、地図としては概略のみを表示し、全く別の概念や主張を織り込み説明することにあった。それは、主にキリスト教の布教を目的としていたとされ、そのために図としての正確さは二の次に置かれた。
最も単純なものは、伝統的な教えを図案化し記録するためのものであった。ゾーンマップは、球体としての地球の形状と緯度による気候の特徴を示した、一種の教育教材だったとみなすことができる。TO図は、かつてのローマ人が残した学術知識を引きついだ中世ヨーロッパの人々が、彼らの認識が及んでいた3大陸に跨る範囲を図式的かつ簡易的に纏めるためにデザインされたものであった。
グレートマップにおいて特徴的な大版のマッパ・ムンディは、より多くのコンセプトを包括することが可能であった。そこには、遠方までを含む地形や国々、そこに生きる動物や植物の相やさまざまな見知らぬ人種などの空間的要素、そしてさらに神話や伝承などの歴史的要素をも書き込む余地が充分に生まれ、エプストルフやヘレフォードの地図で典型的なように、これらは中世におけるひとつの百科事典と定義できる程に複雑なものとなった。
Brigitte Englischは、中世のマッパ・ムンディは、その中に何らかのコンセプトや具体的に知りえた知識などを双方包括しつつ、世界を、幾何学的手法を用いて体系的に表現したものだと説明した。そしてこの体系とは、地理測量によって得られた結果ではなく、神が創造した調和を基礎に置いているとも主張した。その根拠として、彼女は代表的なマッパ・ムンディのほとんどは、キリスト教学的に完璧とされる円や三角形といった幾何模様を一貫して用いている点を挙げている。

### ヨーロッパの閉塞
一方、古代ギリシア・ローマの地理観や地球の全球図であったゾーンマップが、実際には局地的な地図であるTO図に変化した背景には、イスラム帝国の勃興によりヨーロッパ文明がユーラシア大陸の北西端に閉じ込められたためとする見解もある。アジアは言うまでも無く、地中海もムスリム商人に抑えられ、イベリア半島に興った後ウマイヤ朝やアフリカのファーティマ朝などの存在により、中世のヨーロッパは遠方の情報から断絶された状態にあった。このような情勢の中、過去の間接的な断片情報によるインドや中国などの知見と、勢力範囲下にある地域のみが「世界」として認識され、マッパ・ムンディに反映されたと考えられている。

## 終焉
中世ヨーロッパの固定的世界観に最初の変化を与えたのは、1096年に始まる十字軍の派遣だった。巡礼者など民間人も多く帯同しつつ200年に亘った遠征からは東西の交流が生まれ、新たなアジア情報やイスラムの新知識がもたらされた。12世紀にはイタリアの地中海貿易が活発になり、ヨーロッパの視野は拡がりを見せた。さらに、13世紀には膨張するモンゴル帝国の影響がヨーロッパにも及び、教皇インケンティウス4世が派遣した使節プラノ・カルピニがグユク・ハーンに謁見するなどの深い関わりが出来上がった。彼以降も実際にアジアを訪れたヨーロッパ人の出現は続き、代表例であるマルコ・ポーロが著した『東方見聞録』のように、マッパ・ムンディの古い認識を大いに変化させるに至る胎動が育まれた。
中世という時代が終焉を迎える頃になると、新しいタイプの地図が次々と製作され始めた。これは主に、地中海を航海するために必要な海図を作成する過程で発達した。羅針儀海図（ポルトラーノ、Portolan charts）に見られるように、新時代の地図は極めて正確な海岸線と横断する航程線が特徴を成している。この代表格が、エイブラハム・クレスキス(en)の『カタロニア地図（カタルーニャ地図）』である。
14世紀になりルネッサンス時代が到来すると、古代ギリシアの学者たちが残した業績が様々な領域で再評価された。地理学や地図の分野では、クラウディオス・プトレマイオスが『ゲオグラフィア（地理学）』(en)で概説した経線と緯線の手法が大きく影響を及ぼした。こうして、これら新しい概念や手法が地図作成に次々ともたらされ、古く伝統的なマッパ・ムンディは駆逐された。
1459年（1460年とも）に製作されたフラマウロの世界図などは、最後期のマッパ・ムンディのひとつに数えられる。これらは伝統的な枠形式を用いつつ、そこに正確な海岸線を嵌め込んだ、時代の狭間が生んだ複合的な地図でもあった。